# Preamar
Preamar es una serie de televisión brasileña producida por Pindorama Filmes para HBO. La serie fue creada por Estevão Ciavatta, Patrícia Andrade y William Vorhees. Fue estrenada el 6 de mayo de 2012. 
La serie cuenta la historia de un empresario exitoso, João Ricardo Velasco que tras ser despedido del banco de inversión donde trabajaba, ingresa al negocio de la economía informal en las playas de Río de Janeiro. Velasco ve en las playas de Ipanema una oportunidad para recuperarse económicamente aliándose con el Xerife, un hombre que maneja todo el negocio en esa zona. Velasco decide no contarle la verdad a su esposa María Isabel ni a sus hijos Fred y Manu diciendo que por motivos de salud se tomaría un año sabático.